# اندیس اندیس اول منطقه اندیمشک (پل زال)
اندیس اول منطقه اندیمشک (پل زال) یک اندیس مصالح ساختمانی است که در حوالی شهر بالارود استان خوزستان قرار دارد و مادهٔ معدنی موجود در آن، مارن است. و دیرینگی آن به دوران نئوژن می‌رسد. 